# داردو كاباييرو
داردو كاباييرو (بالإسبانية: Dardo Caballero)‏ هو لاعب كرة قدم أوروغواياني في مركز الدفاع، ولد في 9 مارس 1981 في مونتيفيديو في الأوروغواي. لعب مع ريفر بليت ونادي رينتيستاس ونادي قرطبة.